# Selección masculina de hockey sobre hierba de Canadá
La selección masculina de hockey sobre césped de Canadá es el equipo nacional que representa a Canadá en las competiciones internacionales masculinas de hockey sobre césped.

## Resultados

### Juegos Olímpicos
- Tokio 1964: 13.º
- Montreal 1976: 10.º
- Los Ángeles 1984: 10.º
- Seúl 1988: 11.º
- Sídney 2000: 10.º
- Pekín 2008: 10.º
- Río de Janeiro 2016: 11.º

### Campeonato Mundial
- 1978: 11.º
- 1986: 10.º
- 1990: 11.º
- 1998: 8.º
- 2010: 11.º

### Juegos de la Mancomunidad
- 1998: 4.º
- 2002: 5.º
- 2006: 9.º
- 2010: 7.º
- 2014: 6.º

### Liga Mundial
- 2012-13: 18.º
- 2014-15: 8.º

### Champions Challenge
- 2011: 8.º
- 2012: 6.º
- 2014:

### Juegos Panamericanos
- 1967: 4.º
- 1971:
- 1975:
- 1979:
- 1983:
- 1987:
- 1991:
- 1995:
- 1999:
- 2003:
- 2007:
- 2011:
- 2015:
- 2019:
- 2023:

### Copa Panamericana
- 2000:
- 2004:
- 2009:
- 2013: